# Ariane Radio-Amateur Satellite Enseignement Espace
Pour les articles homonymes, voir Arsène.
ARSENE (Ariane Radio-Amateur Satellite Enseignement Espace), aussi connu sous le nom de Arsene-OSCAR 24 (AO 24), est un satellite de télécommunications radioamateur français, lancé le 12 mai 1993 depuis le Centre spatial guyanais par une fusée Ariane 4, avec un satellite ASTRA 1C luxembourgeois.

## Histoire
Piloté par le CNES, le projet a vu le jour par la coopération des équipes du RACE (Radio Amateur Club de l'Espace) devenu plus tard AMSAT-France, de la DGA, de Sup'aéro au centre spatial de Cannes - Mandelieu, dont le chef de projet était Jean-Paul Rihet.
Ce satellite de 154 kg (339 lb), muni d'antennes VHF/UHF et UHF/S n'a pas fonctionné longtemps. D'abord, juste après la mise en orbite, une panne des voies VHF et UHF est découverte. La bande SHF 2400 MHz fonctionnant, toutes les manipulations du satellite seront donc faites par celle-ci.
Ce satellite a fonctionné quelques mois et a permis des liaisons radioamateures. Le 6 septembre 1993, ARSENE n'a pu émettre, cette panne étant sans doute liée à une surchauffe de la dernière liaison SHF encore en état de marche.
Depuis, ARSENE continue de tourner, inerte dans l’espace.
Son identifiant COSPAR est 1993-031B.

### Ouvrages
- (en) « The french educational satellite arsene », Acta Astronautica, vol. 12, no 4,‎ 1er avril 1985, p. 277–284 (ISSN 0094-5765, DOI 10.1016/0094-5765(85)90043-8, lire en ligne, consulté le 6 juin 2021)
- The ARSENE Project, Orbit, janvier/février 1981, 13 p., chap. 5
- Steve Ford, ARSENE - An Orbiting Packet Digipeater, QST, février 1993, 97 p.
- Steve Ford, ARSENE: The First Amateur Radio Satellite of 1993, QST, juillet 1993, 94 p.